# Synisoma appendiculatum
Synisoma appendiculatum là một loài chân đều trong họ Idoteidae. Loài này được Risso miêu tả khoa học năm 1816.